# Ergane
Ergane (altgriechisch Ἐργάνη Ergánē, deutsch ‚Werkerin‘) ist eine Epiklese (Anrufung, Beiname) der griechischen Göttin Athene, mit der sie als Beschützerin des Handwerks, insbesondere des Webens, verehrt wurde.
Als Arbeiterin wird Athene bereits bei Homer beschrieben, indem sie etwa webt und die Webkunst lehrt oder allgemein ihre Werktätigkeit hervorgehoben wird. In der antiken Literatur erscheint sie als Göttin der Handwerker oder speziell als Göttin der Webkunst. Als Göttin der Werktätigen ist sie denen wohlgesinnt, die früh aufstehen, weshalb Pausanias den Hahn als heiliges Tier der Athena versteht.
Der Beiname wurde auch auf die zahlreichen Erfindungen und Fertigkeiten zurückgeführt, die Athene als Kulturbringerin zugeschrieben wurden.

## Kult

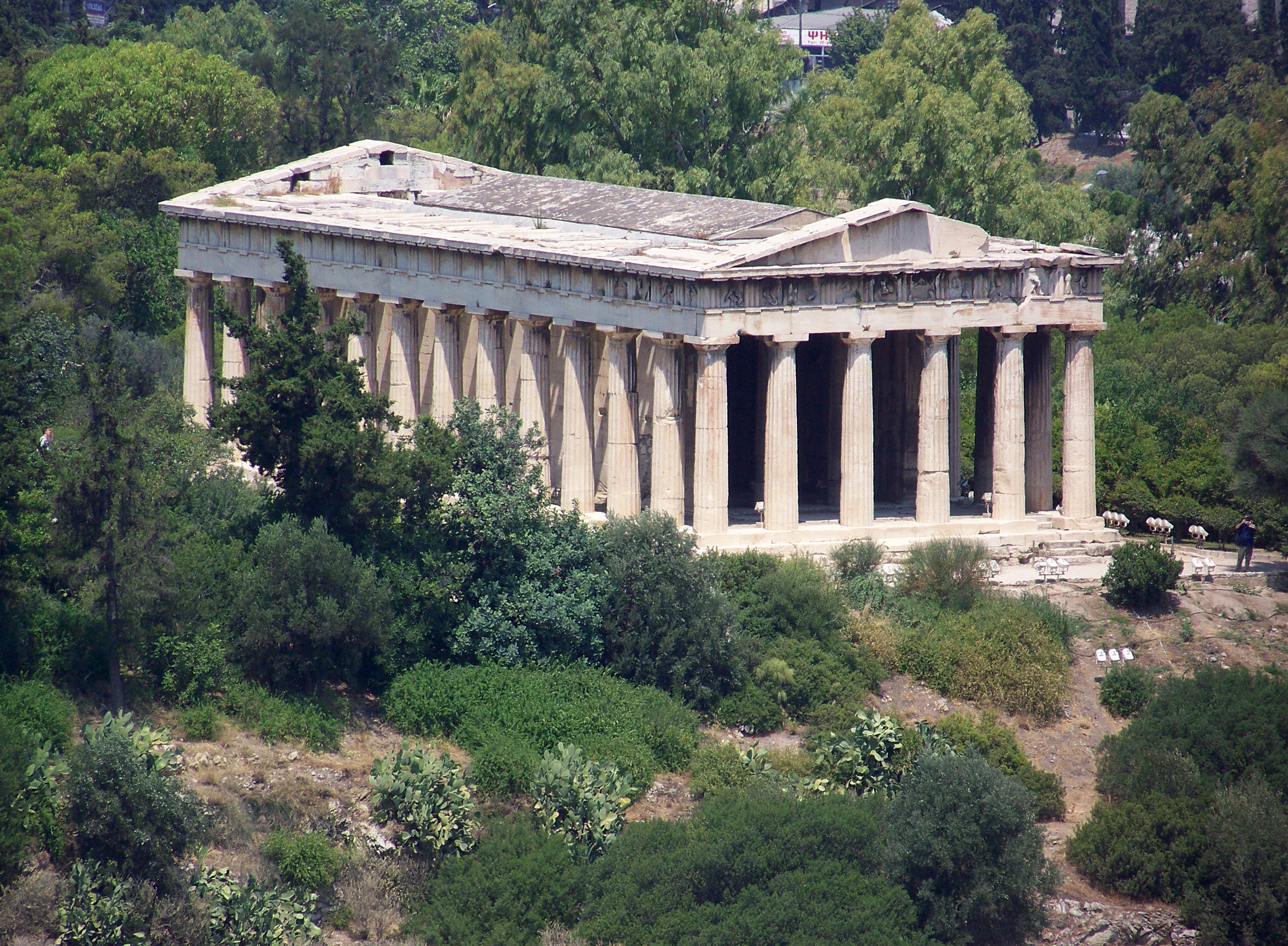
Im Hephaisteion auf der Agora wurde Athene Ergane verehrt

Ein bedeutender Kultort der Ergane war Athen, auf dessen Akropolis mehrere an sie gerichtete Weihinschriften und Votivgaben gefunden wurden. Bei den Stiftern dieser Weihegaben handelte es sich ausweislich der Inschriften sowohl um Frauen als auch um Männer. Zudem wurde das dem Schmiedegott Hephaistos gewidmete Hephaisteion auf der Agora auch als Tempel der Athene Ergane genutzt, eine Kultstatue von ihr befand sich neben der Statue des Hephaistos. Es wurde auch vermutet, dass der im Rahmen der Panathenaia der Athene Polias geweihte Peplos ihr in der Eigenschaft der „Werkerin“ gewidmet war. Nach Pausanias waren die Athener die ersten, die Athena mit dieser Epiklese verehrten, was aufgrund der räumlichen Verbreitung des Beinamens jedoch als unwahrscheinlich gilt.
In Delphi besaß sie einen eigenen Tempel und in Sparta ein Heiligtum, In Thespiai fand sich eine Statue der Athene Ergane neben einer des Plutos, und in Megalopolis befand sich eine unter den Statuen der „Ergatai“ genannten Gottheiten unterhalb des Asklepiostempels. Inschriftlich ist sie auch in Epidauros und Delos belegt, bei spätantiken Grammatikern finden sich zudem Hinweise auf einen Kult auf Samos. Im Zeusheiligtum in Olympia hatte sie schließlich einen Altar, an dem monatliche Opfer abgehalten wurden. In der zeitlichen Abfolge der abgehaltenen Opferhandlungen nennt Pausanias den Altar der Ergane zwischen einem Doppelaltar der Hera Laoitis und Athene Laoitis einerseits und dem Altar einer Athene ohne Beinamen andererseits.